# دانييل تشولوم
دانييل تشولوم مواليد 19 أغسطس 1989 في زفورنيك، جمهورية يوغوسلافيا الاشتراكية الاتحادية، هو لاعب كرة قدم بوسني يلعب مع نادي رادنيك بيلينا كلاعب وسط.

## المسيرة الاحترافية

### أندية لعب لها
- زرينيسكي موستار
- نادي رادنيك بيلينا

## روابط خارجية
- دانييل تشولوم على موقع قاعدة بيانات كرة القدم.إي يو (الإنجليزية)
- دانييل تشولوم على موقع Soccerway.com (الإنجليزية)